# Bartolomé Martí
Bartolomé Martí o Martín (Valencia, 1430/1440 – Roma, 25 marzo 1500) è stato un cardinale e vescovo cattolico spagnolo.

## Biografia
Fu maggiordomo del cardinale Rodrigo de Borja, il futuro papa Alessandro VI.
Il 24 settembre 1473 fu eletto vescovo di Segorbe e Albarracín. Dopo aver celebrato due sinodi diocesani nel 1479 e nel 1485, nel 1487 si recò a Roma, dove ebbe un ruolo di rappresentanza alla Corte papale.
Il 19 febbraio 1496 papa Alessandro VI lo creò cardinale e il 24 febbraio dello stesso anno ricevette la diaconia di Sant'Agata dei Goti elevata a titolo pro illa vice. Il 2 marzo 1497 ricevette la diocesi di Bagnoregio in commendam e la tenne fino alla morte.
Il 21 novembre 1498 rinunciò alla diocesi di Segorbe e Albarracín in favore del nipote Juan Marrades, vescovo di Toul. Mantenne però il diritto di tornare sulla cattedra di Segorbe ed esercitò l'opzione alla morte del nipote, il 1º novembre 1499. Rinunciò nuovamente alla diocesi in favore di un altro nipote, Gilbert Martí, ma la bolla di nomina sarà emessa solo un mese dopo la sua morte. Nel 1499 fu nominato Camerlengo del Sacro Collegio.
Morì a Roma e fu sepolto nella basilica di San Pietro in Vaticano.